# Phyllophaga abdominalis
Phyllophaga abdominalis är en skalbaggsart som beskrevs av Moser 1921. Phyllophaga abdominalis ingår i släktet Phyllophaga och familjen Melolonthidae. Inga underarter finns listade i Catalogue of Life.